# Versace
Versace je italská oděvní společnost. Věnuje se hlavně módě. Vlastníkem značky byl Gianni Versace, ale jeho místo zaujala jeho sestra Donatella Versace. Následně začala společnost vyrábět různé módní doplňky, etablovala se nejprve v Itálii a poté i ve světě. Dnes je to oblíbená společnost amerických hvězd. Ochrannou známkou společnosti je medúza magna greese města Reggio Calabria.
V roce 2021 otevřela značka Versace svou značkovou prodejnu v Praze v Pařížské ulici.